# 冰四
冰四（Ice IV）是冰的准稳态高压相，为液态水在巨大压力压缩下所形成。

## 制备
已提出了数种有机成核试剂来选择性地从液态水中结晶冰四，但即使采用了这些试剂，从液态水中结晶出冰四也极为困难，冰四的形成似乎为随机性事件。
2001年，萨尔兹曼（Salzmann）和他的同事报告了一种“可重复”制出冰四的全新方法 。当在0.81吉帕的压力下以0.4 开/分的速率加热高密度无定形冰（HDA）时，冰四在约165 K的温度下结晶。控制结晶产出的是加热速率，快速加热（超过10 开/分）则会导致形成单相冰十二。

## 晶体结构
1981年，恩格尔哈特（Engelhardt）和坎布（Kamb）通过低温单晶X射线衍射解释了冰四的晶体结构。其结构被描述为具有R-3c空间群的菱面体晶胞，氢的几何结构被认为是完全无序，因为它的红外光谱和拉曼光谱仅由宽峰组成，并且1998年的洛班(Lobban)和2003年的克洛茨（Klotz）等人的中子粉末衍射研究证实了它的无序性质。此外，根据布里奇曼的测量，冰六（无序相）和冰四之间的熵差非常小。 

### 恩格尔哈特-坎布坍塌 (EKC)
1981年，恩格尔哈特-坎布在论文中提到，通过切断和形成一些氢键，并添加细小的结构变形，可从冰一c结构中衍生出冰四的结构。谢泼德等人通过压缩 NH4F（一种冰的同构材料）的环境相，得到氢键网类似于冰四的NH4F II。由于压缩冰一h形成的是高密度无定形冰（HDA）而非冰四，因此，他们声称压缩引起的冰一到冰四的转化很重要，并将其命名为“恩格尔哈特坎布坍塌”（EKC）。他们认为，我们不能直接从冰一h中获得冰四的原因是冰一h为氢无序的。如果氧原子排列在冰四结构中，由于供体-受体不匹配，可能不会形成氢键。

## 有序氢的探索
如上所述，冰四为氢无序相。然而，它的有序对应物从未被报道过。萨尔兹曼等人（2011年）报告了掺氯化氢的冰四差示扫描量热法热谱图，发现在约120 K时存在吸热特征。十年后，罗舒-芬森（Rosu-Finsen）和萨尔兹曼（2021年）报告了更详细的差示扫描量热法数据，其中随着样本在更高压力下骤冷回复，吸热特征变得更大。他们提出了三种情况来解释实验结果：弱氢有序化、定向玻璃化转变和机械变形。